# The Valley of Gwangi
The Valley of Gwangi är en amerikansk film från 1969. Filmen regisserades av Jim O'Connolly och producerades av Warner Bros.. Specialeffekterna och dinosaurier med mera gjordes av Ray Harryhausen.

## Handling
Året är ungefär 1900 i Amerika. En man vid namn Tuck (James Franciscus) har kommit till en stad någonstans i Mexiko, och där träffar han sin f. d. flickvän T. J. (spelad av Gila Golan), som är stjärna på stadens cirkus. När Tuck är hemma hos T. J. en kväll visar hon cirkusens blivande stjärna - en osedvanligt liten häst, som T.J. kallar El Diablo, och hon berättar att hon fått den av en bekant vid namn Carlos (Gustavo Rojo). Tuck visar El Diablo för paleontologen Bromely (Laurence Naismith), som misstänker att El Diablo är en Eohippus. Men dom lokala Romerna berättar att den lilla hästen kommer från Den förbjudna dalen, som den blinda kvinnan Tia Zorina (Freda Jackson) varnar för. En natt bryter sig Romerna in hos T. J. och fångar in El Diablo, för att sedan släppa ut honom så att han ska återvända till Den förbjudna dalen. I jakten på El Diablo kommer Tuck, T.J., professorn, och deras anhang till den förbjudna dalen. Snart måste de samarbeta för att komma levande hem från dalen som tiden glömde, och som behärskas av Gwangi, en Allosaurus.

## Produktion
Willis O'Brien fick idén till den här filmen på 1940-talet och skulle vara en uppföljare till King Kong. I originalmanuset var tanken att Gwangi skulle slåss mot cirkuslejon istället för en elefant i filmens klimax. Men filmen las åt sidan eftersom han trodde att ingen vill se en film om dinosaurier. Ray Harryhausen ville återuppväcka O'Briens film och produktionen påbörjades 1967. Platserna där skådespelarna var på spelades in i Spanien. När filmen kom ut censurerade TV-stationer scenen där Gwangi dödade cirkuselefanten, eftersom det ansågs vara djurplågeri.   